# Округ Оберхафел
Округ Оберхафел је округ на северу немачке савезне државе Бранденбург. 
Површина округа је 1.795,77 km². Крајем 2009. имао је 202.776 становника. Има 19 насеља, од којих је седиште управе у месту Оранијенбург. 
Округ обухвата долину горњег тока реке Хафел, од њеног извора до предграђа Берлина. На северу округа постоји више језера. 